# Zbiczno (jezioro)
Zbiczno – jezioro w Polsce, położone w województwie kujawsko-pomorskim, w powiecie brodnickim, w gminie Zbiczno, na terenie Pojezierza Brodnickiego. Jezioro znajduje się w pobliżu wsi o tej samej nazwie – Zbiczna.

## Charakterystyka
Jest najgłębszym jeziorem Pojezierza Brodnickiego. Niemal w całości otoczone lasami, o dobrze rozwiniętej linii brzegowej, rynnowe, odpływowe (poprzez Cichówkę połączone z Jeziorem Cichym i Strażym). Stanowi typ jeziora sielawowego. Dominuje tu wśród ryb sielawa, płoć, leszcz i szczupak.

## Dane morfometryczne
Powierzchnia zwierciadła wody według różnych źródeł wynosi od 121,0 ha do 128,9 ha.
Zwierciadło wody położone jest na wysokości 71,8 m n.p.m. lub 71,2 m n.p.m. Średnia głębokość jeziora wynosi 11,7 m, natomiast głębokość maksymalna 41,6 m.
W oparciu o badania przeprowadzone w 2004 roku wody jeziora zaliczono do II klasy czystości.
W roku 1998 wody jeziora również zaliczono do wód pozaklasowych i I kategorii podatności na degradację.

## Turystyka
Nad jeziorem położone są dwa ośrodki wypoczynkowe – na wschodnim brzegu Ośrodek Wypoczynkowy "Pod Sosnami", natomiast na zachodnim – ośrodek "Rytebłota".